# Klein und Hummel

Logo

Klein + Hummel (K+H) war ein in Ostfildern/Kemnat ansässiges Unternehmen, das Studio- und Beschallungs-Ausrüstung sowie High Fidelity Geräte herstellte. Gegründet wurde es kurz nach dem Zweiten Weltkrieg von Walter Hummel, Horst Klein und Heinrich Brumm. Zuletzt war K+H eine hundertprozentige Tochter von Sennheiser und hatte deshalb seinen Sitz ab 2005 bis zu Auflösung am 31. Dezember 2009  in der Gemeinde Wedemark. Sennheiser übernahm den Kundendienst von K+H mit dessen Restsortiment.

## Geschichte

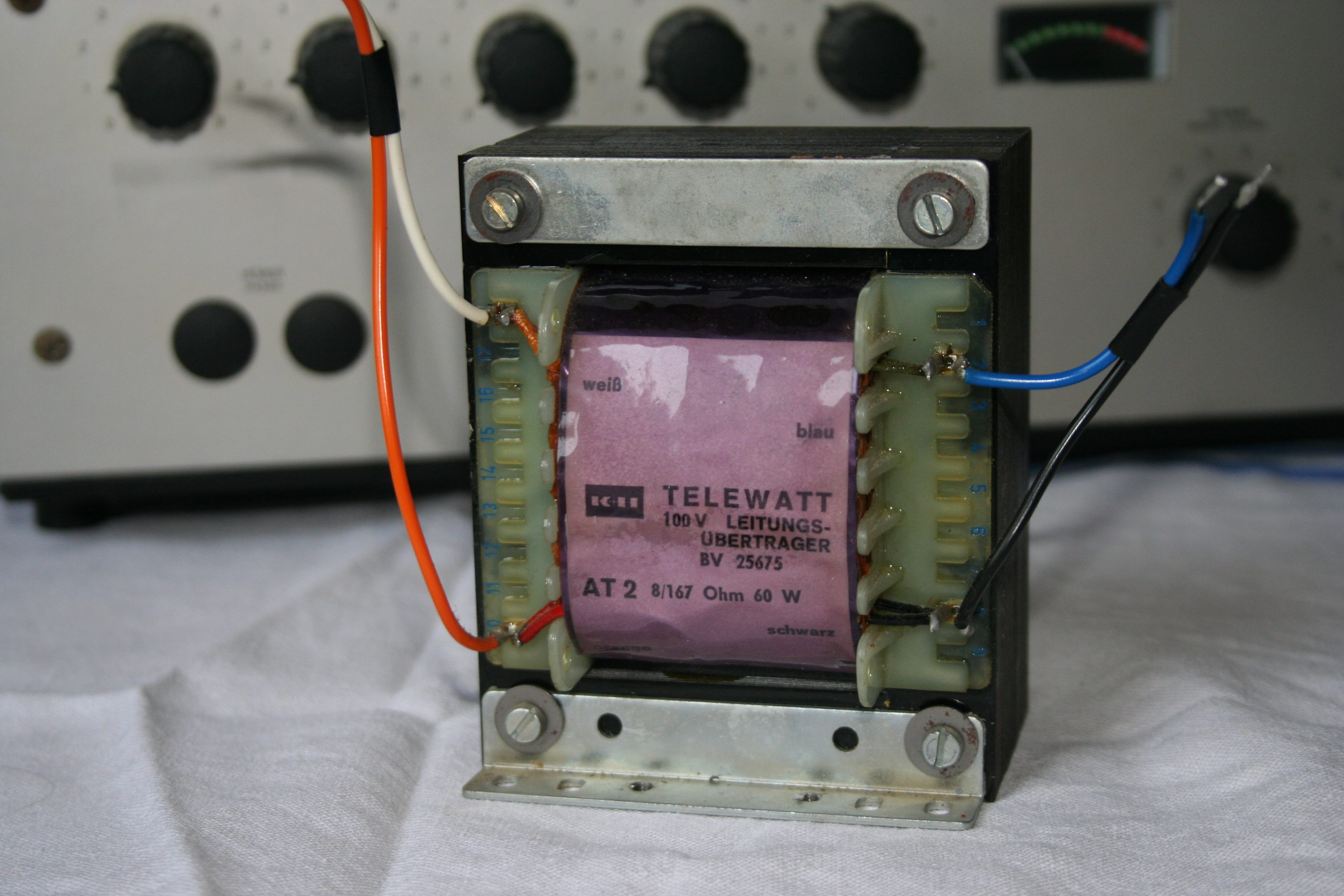
K+H-Leistungsübertrager aus einem Telewatt E60. Die ELA-Technik wurde häufig für Beschallungszwecke verwandt.

Walter Hummel: „Die Wiedergabe muss so gut sein, dass sie besonders in der Klangfarbe der Originaldarbietung entspricht. Deshalb reden wir von Wiedergabetreue.“ – Diesen Satz schrieb im Jahr 1935 der 18-jährige Walter Hummel aus Heilbronn in der Zeitschrift Funkillustrierte, einer der Mitbegründer der Firma Klein + Hummel. Der Grundgedanke an eine eigene Firma reicht weit zurück, bis in die Jahre des Zweiten Weltkriegs. Zu jener Zeit arbeitete Walter Hummel zusammen mit dem Mechaniker Horst Klein und Heinrich Brumm als technischer Zeichner im Stuttgarter Werk der ehemaligen WEGA.
Hergestellt wurden zuerst messtechnische Geräte für die Rundfunk- und später auch Fernseh-Industrie, professionelle Niederfrequenz-Verstärker sowie ELA-Anlagen. Ab etwa 1955 produzierte Klein + Hummel auch HiFi-Verstärker und Tuner, die heute noch einen ausgezeichneten Ruf haben und wegen ihres hervorragenden Klanges gesuchte Sammelobjekte sind. Zeitweise arbeitete man mit der Schwarzwälder Firma SABA unter der Marke Telewatt in einem Joint Venture zusammen. Ab etwa 1960 wurde auch Ausrüstung für Tonstudios produziert, ab 1979 widmete sich Klein + Hummel vorwiegend dieser Produktpalette, aber auch noch ELA-Anlagen werden hergestellt, zum Beispiel Beschallungs- und Hausprogrammanlagen für große Gebäude. Zu diesem Zeitpunkt zog man sich aus dem HiFi-Audio-Bereich (Consumer-Markt) zurück.
Das Firmenlogo war zunächst ein weißes „K+H“ auf rotem Grund, später wurde das Pluszeichen entfernt und durch eine senkrechte Linie ersetzt (siehe oben). Die Abkürzung K+H wird nach wie vor häufig als Firmenbezeichnung benutzt (ähnlich wie B&W).

## Ausgewählte frühere Produkte
Eine besonders große Verbreitung fanden seit den 70er Jahren die aktiven Regielautsprecher. Beim O 92 handelt es sich um einen großen Aktivlautsprecher, der überwiegend in den Tonregieräumen von Rundfunkanstalten eingesetzt wurde. Der O 96 ist ein Aktivlautsprecher mittlerer Größe, der vor allem in Bildregieräumen von Fernsehstudios und in elektronischen Schneideräumen eingesetzt wurde. Der O 98 ist ein kleiner Aktivlautsprecher, der in Übertragungswagen und kleinen Schneideräumen eingesetzt wurde. All diese Lautsprecher wurden und werden auch von ambitionierten HiFi-Hörern privat eingesetzt und erscheinen noch heute gelegentlich auf dem Gebrauchtmarkt. In den 1970er Jahren wurde von Reinhard Wieschhoff-van Rijn (der „Tuner-Papst“ genannt) in Kemnat der Spitzentuner Klein + Hummel FM 2002 entwickelt. Dieser Tuner ist noch heute in die Spitzengruppe einzuordnen und ist sehr gesucht. Zu nahezu allen ehemaligen Produkten finden sich Informationen auf der Homepage von Klein + Hummel, auch ist die Versorgung mit Ersatzteilen nach wie vor einigermaßen gut.

## Ausgewählte spätere Produkte

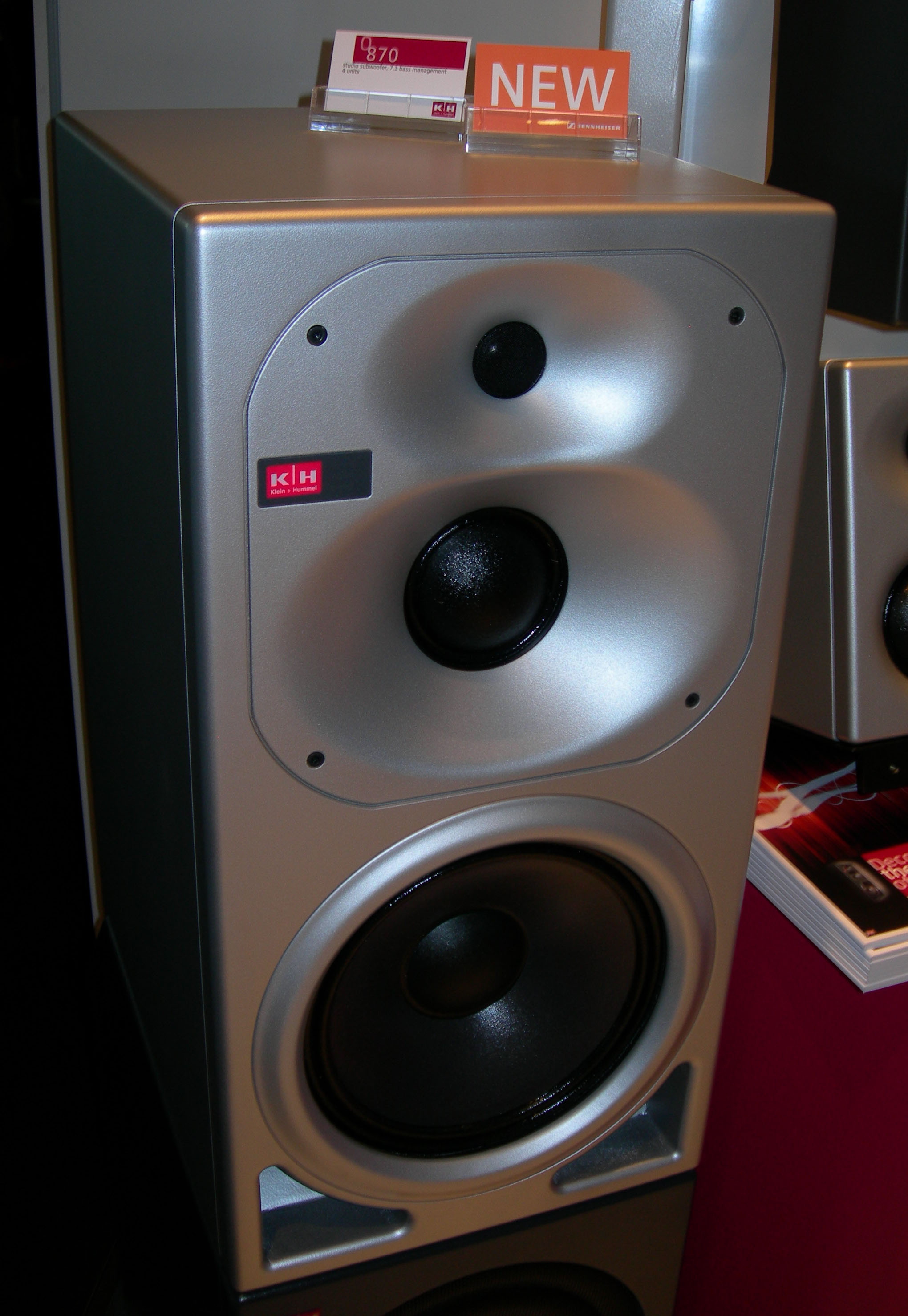
Klein + Hummel O 410, Aktiver Studio Monitor 2010

Vor der Auflösung produzierte das Unternehmen mehrere aktive Regielautsprecher, welche sich in ihrer Größe an den früheren Modellen orientierten. Die obere Spitze stellt derzeit der O 500 dar, im mittleren Segment steht der O 300 und als kleinen Aktivlautsprecher gibt es den O 110. Alle Modelle sind wahlweise auch mit Digitaleingängen erhältlich. Für den Einsatz zu reinen Kontrollzwecken, zum Beispiel in 19-Zoll-Racks, steht der Minilautsprecher M 52 zur Verfügung. Inzwischen sind sämtliche Lautsprecher magnetisch geschirmt, um den Bedürfnissen nach einer Aufstellung im Nahbereich von Computer- und Videomonitoren Rechnung zu tragen.

## Übernahme durch Sennheiser und Auflösung
Zum 1. März 2005 wurden Vertrieb und Entwicklung der Klein + Hummel GmbH, Kemnat/Ostfildern auf Sennheiser übertragen und damit auch die weltweiten Marken- und Produktrechte. Als hundertprozentige Sennheiser-Tochtergesellschaft wurde die K+H Vertriebs- und Entwicklungsgesellschaft gegründet. Die Marke K+H wurde zunächst fortgeführt und die Produktionsstätte in Ostfildern bestand bis Oktober 2006 eigenständig weiter. Der Produktionsstandort wurde schließlich nach Tullamore/Irland verlagert.
Am 16. November 2009 gab die Sennheiser-Unternehmensgruppe die Auflösung von K+H zum Jahresende bekannt. Etwa der Hälfte der 16 Beschäftigten wurde gekündigt. Der Bereich der festeingebauten Beschallungstechnik für Neubauten („Installed Sound“) wurde von Sennheiser übernommen, der Bereich Studiolautsprecher wurde an die Sennheiser-Tochter Georg Neumann GmbH übertragen. Die Produktbereiche von K+H wurden somit unter dem Dach der Sennheiser-Gruppe fortgeführt, die Marke Klein + Hummel aber verschwand vom Markt. In Anlehnung an Klein + Hummel beginnen jedoch sämtliche Produktbezeichnungen für Studiolautsprecher der Marke Neumann mit den Buchstaben „KH“. Die Produkte sind weiterhin im Markt erfolgreich. 2011 waren die KH-120A die ersten Monitore, die unter dem neuen Namen Neumann verkauft wurden.